# Administrador diocesano
Na Igreja Católica, um administrador diocesano é um presbítero eleito através do Colégio de Consultores Diocesano oito dias após a diocese entrar em período de sede vacante.
Geralmente uma sede fica vacante quando o bispo titular pede renúncia, seja transferido ou por caso de morte do titular. Para tal eventualidade, o Código de Direito Canônico prevê que o Colégio de Consultores Diocesano se reúnam no prazo de oito dias a contar desde o dia em que a diocese entrou no período vacante a fim de eleger um Administrador Diocesano que dirija os trabalhos da diocese interinamente até que o papa nomeie um novo bispo.
O administrador diocesano não tem a função de bispo, ele só tem como o dever preparar a diocese para a chegada do novo bispo.